# Cuore di campione (film 1985)
Cuore di campione (Heart of a Champion: The Ray Mancini Story) è un film tv biografico del 1985, che narra la storia dell'ex pugile statunitense Ray Mancini, che appare in un piccolo cameo nel film. Nella pellicola Sylvester Stallone oltre che essere produttore esecutivo, è anche coreografo della boxe, incarico già svolto nei precedenti film della saga di Rocky.

## Riconoscimenti
- 1986 - Young Artist Awards
  - Nomination Miglior performance di un giovane attore in TV a Carl Steven

## Distribuzione
Il film esce direttamente in tv negli Stati Uniti d'America il 1º maggio 1985.
In Italia esce direttamente in VHS.